# 頓涅茨克州國家行政大樓

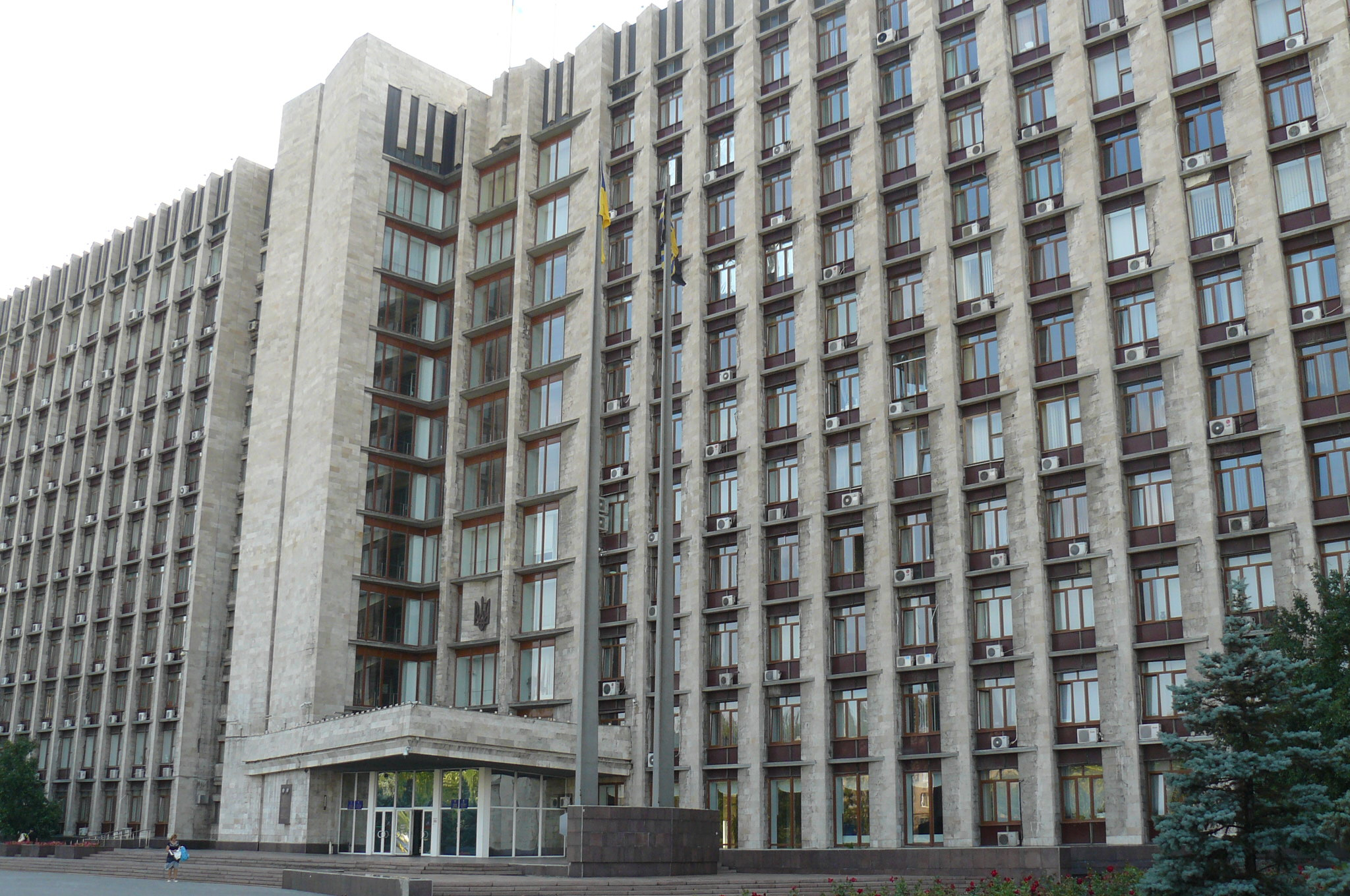
顿涅茨克州行政大楼，攝於2012年

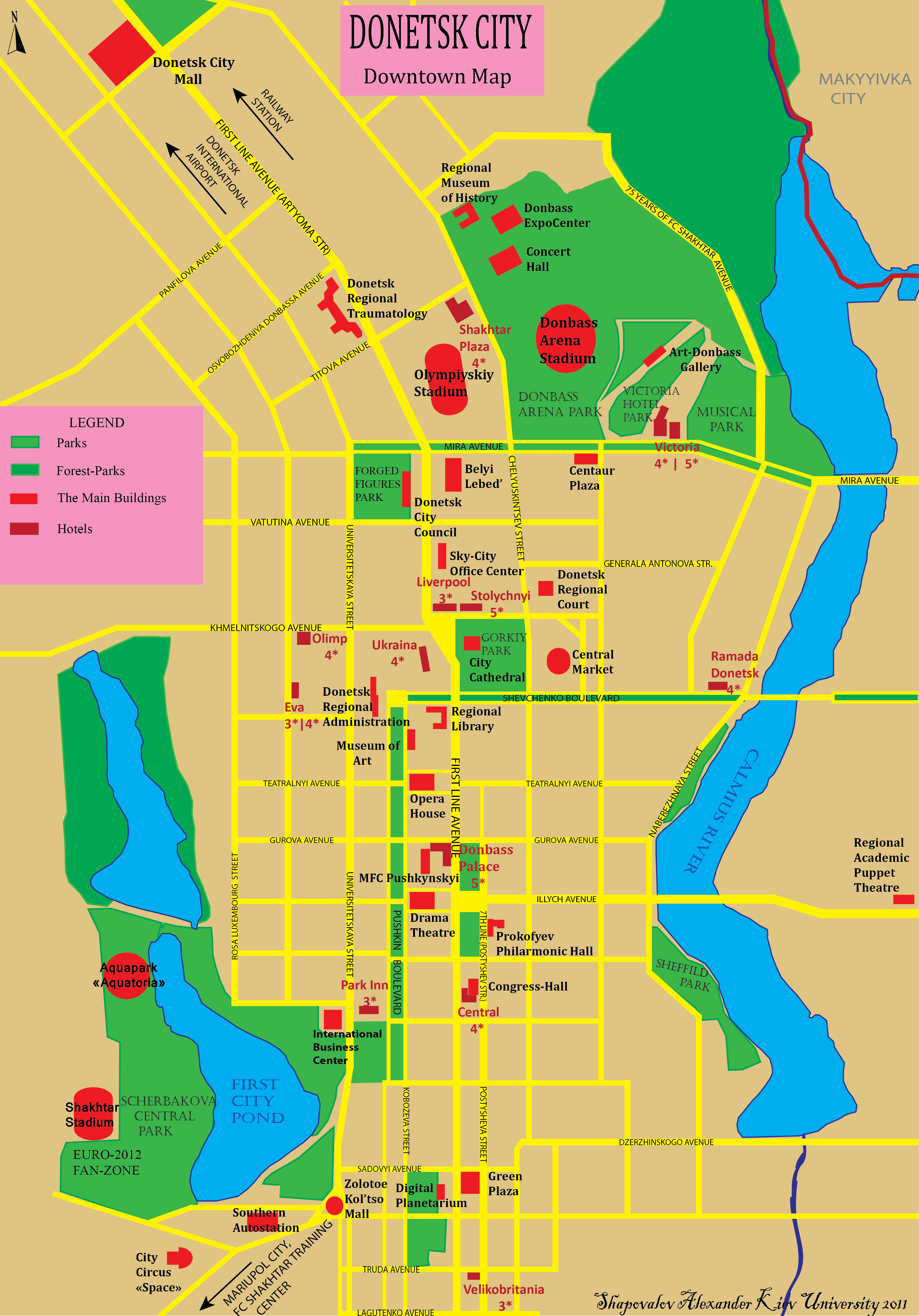
頓涅茨克市中心的地图，显示了顿涅茨克地区国家行政大楼，位于普希金和舍甫琴科大道的拐角处，背靠大学街

頓涅茨克州国家行政大楼（羅馬化：Budivlia Donetskoi derzhavnoi administratsii）是一棟位于烏克蘭顿涅茨克的建築物，為頓涅茨克州的州政府總部，位于伏羅希洛夫區的普希金大街。此建築物由2014年起開始聯同整個頓涅茨克市一起被俄羅斯聯邦及其傀儡頓涅茨克人民共和國控制。

## 歷史
在2014年3-4月，行政大樓外的廣場是頓涅茨克該市的亲俄示威活动的主要场地之一。 2014年3月1日至6日，亲俄示威者多次嘗試占领該大樓，随后被烏克蘭國家安全局驱逐。在此期间，帕維爾·古巴列夫宣布自己为该州的「人民州长」，随后被烏克蘭國家安全局拘捕。
2014年4月6日，親俄武裝人員占领行政大楼的一部分，随后宣布成立頓涅茨克人民共和國。